# TemplateMonster
Template Monster – przedsiębiorstwo zajmujące się tworzeniem i sprzedażą gotowych rozwiązań do tworzenia stron internetowych – szablonów do stron www, stron docelowych, szablonów newsletterów itp. Dziś katalog produktów zawiera ponad 26 tys. pozycji. Główna siedziba TempateMonster znajduje się na Brooklynie w Nowym Jorku. Strona templatemonster.com jest jedną z 2000 stron z najwyższym na świecie rankingiem według Alexa.

## Przegląd
TemplateMonster sprzedaje szablony oparte na HTML5 i Bootstrapie, szablony dla różnych CMS (WordPress, Drupal, Joomla! i MotoCMS) i platform e-commerce (Magento, VirtueMart, ZenCart, PrestaShop, jigoshop, OpenCart, Shopify, osCommerce, WooCommerce i Loaded7), układy Facebooka, szablony PSD i elementy tożsamości firmowej. Szablony TemplateMonster są przeznaczone do tworzenia stron dla firm z różnych branż: studiów fotograficznych, restauracji, klinik, agencji nieruchomości itd. W 2010 r. TemplateMonster.com zaczął współpracować z VideoSmash – firmą, która produkuje filmy i sprzedaje efekty wideo. Firma TemplateMonster współpracowała również z Microsoft adCenter.

## Historia
Historia TemplateMonster zaczyna się 24 maja 2002. W 2002 r. zespół projektantów i programistów TemplateMonster skoncentrował się na tworzeniu szablonów HTML oraz szablonów opartych na Flashu. Poza tym firma oferuje elementy tożsamości firmowej (np. szablony logo) dla różnych branż biznesowych. Później TemplateMonster zaczęła tworzyć inne typy szablonów oparte na różnych CMS-ach i platformach e-commerce:
- 2005 r. – firma rozpoczyna tworzenie szablonów dla osCommerce i Zen Cart;
- 2006 r. – w katalogu firmy pojawiają się pierwsze motywy WordPress;
- 2007 r. – do listy wspieranych CMS została dodana Joomla!;
- 2008 r. – TemplateMonster zaczyna sprzedawać szablony dla Drupal i Magento;
- 2010 r. – firma rozpoczyna tworzenie szablonów dla PrestaShop i VirtueMart;
- 2012 r. – w katalogu pojawia się pierwszy szablon OpenCart;
- 2013 r. – szablony dla Shopify i Wix są oficjalnie dodane do katalogu.

## MotoCMS
Ponieważ technologia Flash w końcu 2000 r. cieszy się popularnością, TemplateMonster rozpoczyna współpracę z FlashMoto CMS – systemem zarządzania treścią i kreatorem stron webowych opartych na Flashu. W 2009 r., została wydana oddzielna kategoria produktów dla FlashMoto CMS. Ponieważ popularność Flash zaczęła spadać, FlashMoto CMS przeprojektowali swoje produkty według nowoczesnych wymagań technicznych i nowych standardów tworzenia stron www. W rezultacie FlashMoto CMS był przerobiony i powstał jako MotoCMS. W 2014 r. założyciel MotoCMS Demetrio Fortman dołączył do TemplateMonster jako nowy COO. Dziś TemplateMonster oferuje szablony oparte na MotoCMS 3 (najnowszą wersję platformy) oraz szablony dla innych popularnych CMS-ów i platform e-commerce. Ponadto TemplateMonster promuje MotoCMS za pośrednictwem programów rabatowych.

## Cherry Framework
TemplateMonster wykorzystuje Cherry Framework w wielu motywach dla WordPress. Cherry Framework jest frameworkiem dla WordPress, który wykorzystuje motywy potomne aby rozszerzyć i dostosować funkcjonalność WordPress CMS. Cherry Framework posiada zestaw wtyczek, które zmieniają i rozszerzają funkcjonalność domyślnego systemu WordPress. Framework jest zintegrowany z theme wizard, edytorem treści z funkcją przeciągnij i upuść oraz menedżerem importu/eksportu danych. W dodatku, framework ma kilka rozszerzeń, które ułatwiają pracę z sieciami społecznościowymi, wykresami, shortcodes, suwakami, paskami bocznymi, treściami komercyjnymi itd. Cherry Framework jest kompatybilny ze wtyczkami e-commerce WooCommerce i BuddyPress, oraz wykorzystuje oparty na Bootstrapie system do edytowania CSS. Framework jest darmowy i rozpowszechniany na licencji GNU GPL.

## Monstroid
Monstroid jest motywem-konstruktorem dla WordPressa, który TemplateMonster prezentowała w 2015 r. W przeciwieństwie do innych motywów WordPress, ten produkt ma na celu zapewnić klientom kompleksowy zestaw wtyczek, rozszerzeń, elementów projektowych itd. Monstroid wykorzystuje edytor treści MotoPress i ma modułową strukturę kodu, podobną do Cherry Framework 4. Jeszcze jedną cechą, która była zapożyczona z Cherry Framework, jest to korzystanie z motywów potomnych.

## Fakty
- 29 grudnia 2005 firma stworzyła 10-tysięczny szablon. Do końca czerwca 2014 r. katalog TemplateMonster zawiera ponad 50 tys. szablonów. Jednak wiele produktów stało się nieaktualnych i firma usunęła je ze swojego katalogu. Obecnie w katalogu TemplateMonster jest ponad 26 tys. produktów.
- W 2012 r. zostały uruchomione rosyjska, hiszpańska i niemiecka wersje strony TemplateMonster, a w 2015 r. – polska, włoska, turecka, francuska i brazylijska (portugalska).
- TemplateMonster zatrudnia zawodowych web projektantów, programistów i innych specjalistów, aby tworzyć szablony i inne produkty webowe o jakości Premium.
- Firma oferuje również usługi pomocy technicznej dla swoich klientów.